# Maquinaria de construcción

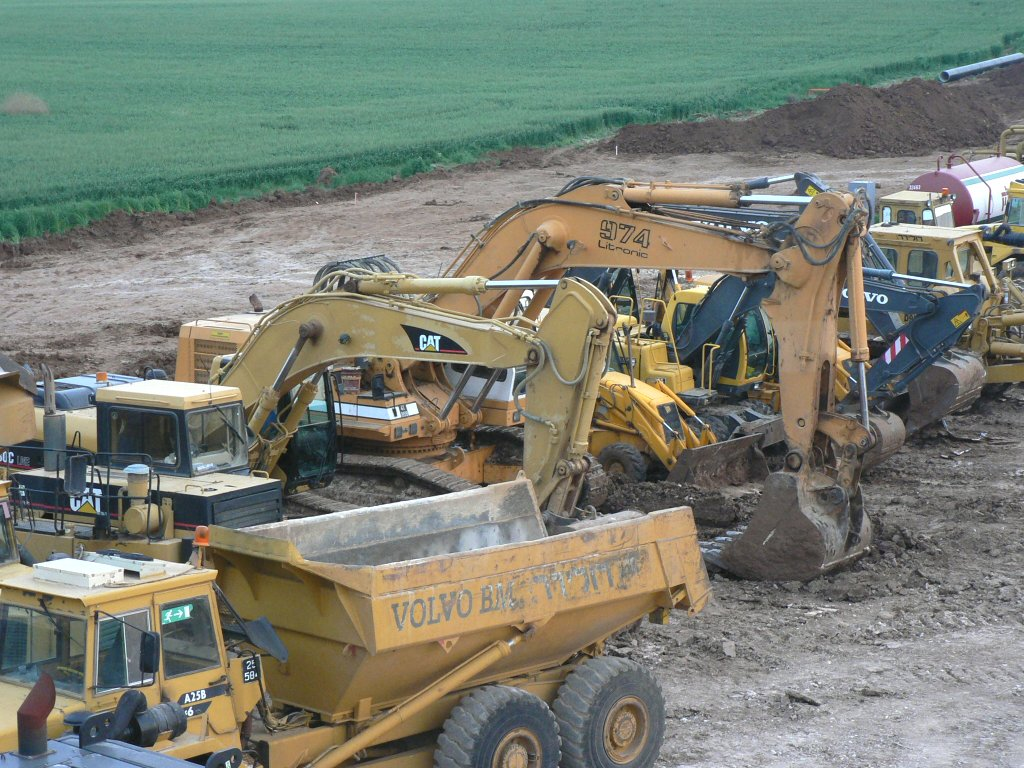
Maquinaria pesada de construcción de diversos tipos, en proximidades de un sitio donde se construye una autopista.

Bajo el nombre de maquinaria de construcción se incluyen un grupo de máquinas utilizadas en actividades de construcción con la finalidad de:
- retirar parte de la capa del suelo, de forma de modificar el perfil de la tierra según los requerimientos del proyecto de ingeniería específico.
- transportar materiales (áridos, agua, hormigón, y elementos a incorporar en la construcción)
- cargar y descargar materiales de construcción
- conformar el terreno

Se utilizan máquinas de excavación para excavar el terreno donde se asentarán los cimientos y bases de edificios y otras estructuras. También para desplazar suelos y conformar el terreno en la realización de caminos, para excavar túneles, para armar presas y en trabajos de minería.
Dependiendo de las características del suelo es el tipo de maquinaria que resulta más adecuada. Por ejemplo suelos muy duros como rocas o arenas cementadas requieren de martillos para perforar la roca, cuchillas circulares de corte o retroexcavadoras con martillo picador. Por otra parte suelos más blandos permiten trabajar con retroexcavadoras y motoniveladoras.

## Tipos de maquinarias

### Características comunes

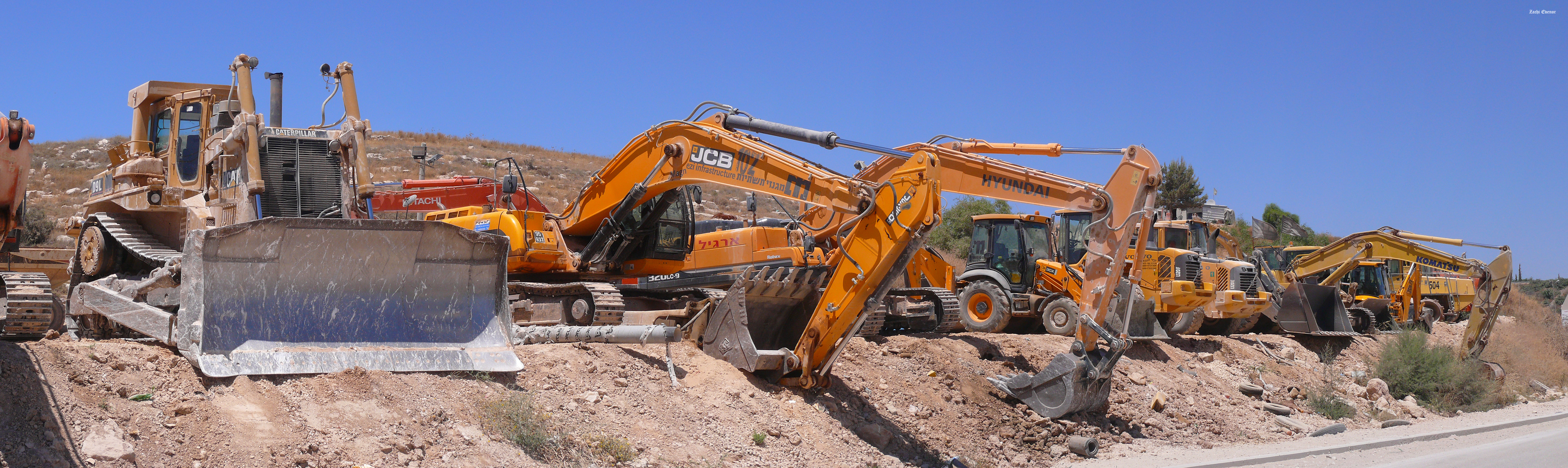
Diferentes máquinas de construcción: de izquierda a derecha: un buldócer, excavadoras, retroexcavadoras, cargadores frontales.

Todas las máquinas utilizadas sirven para realizar procesos de excavación están construidas para hacer frente a las duras condiciones a las que se las somete durante su operación. Por lo general todas están provistas de sistemas de tracción en las cuatro ruedas o sistemas de movimiento para poder maniobrar en los terrenos agrestes en los que desarrollan sus tareas. Mientras que algunas poseen neumáticos similares a los automóviles aunque de bandas de rodadura mucho más anchas, otras poseen orugas similares a las de los carros de combate; y en otras máquinas las cubiertas de caucho están recubiertas de mallas metálicas para proteger la goma contra el daño que de otra forma le producirían las piedras filosas que se excavan.

### Máquinas según su uso

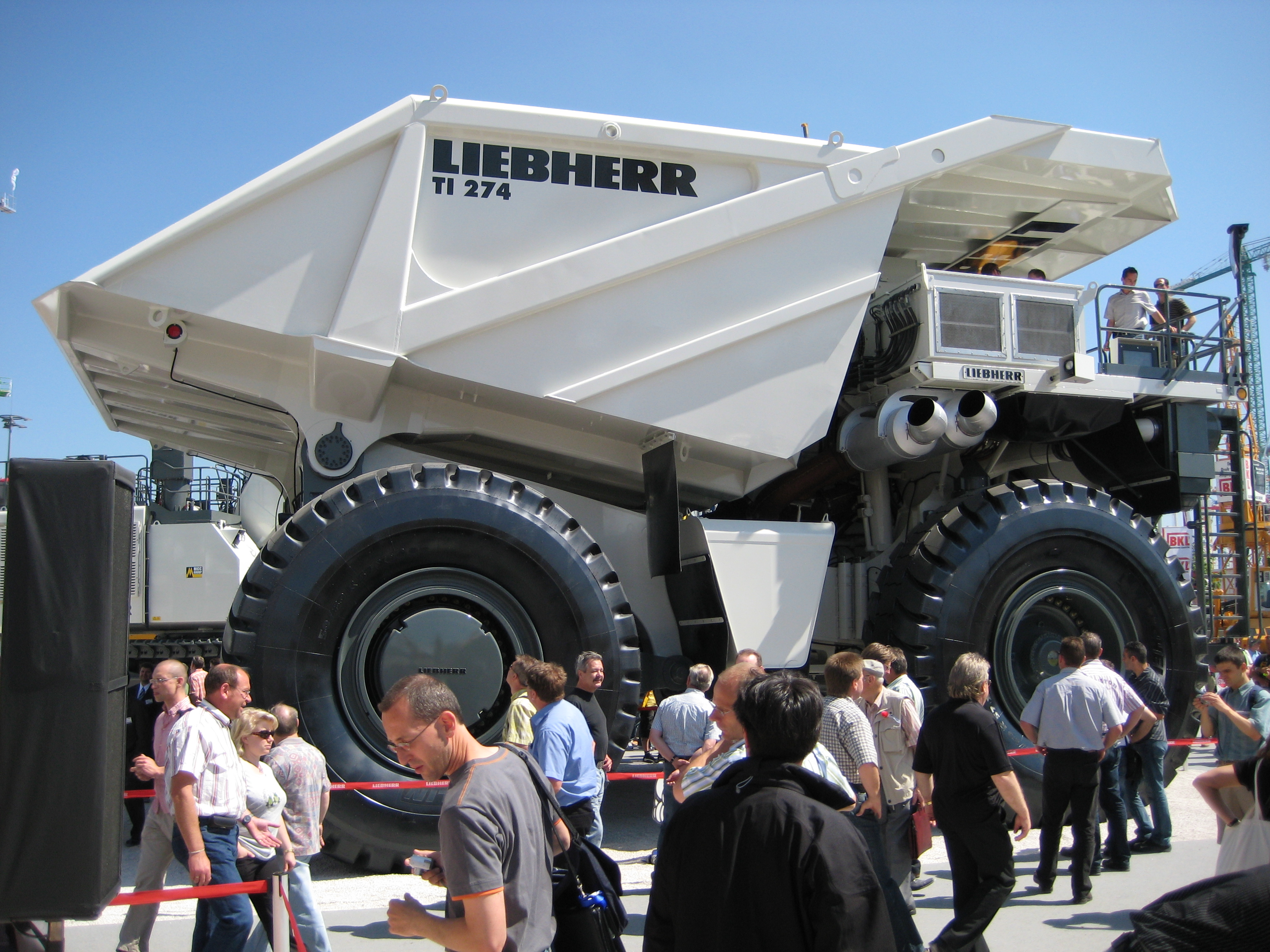
Camión de volteo utilizado en minería (dumper).

Acarreo de materiales:es un amplio grupo de camiones reforzados para tareas pesadas, con capacidad de acarrear varias toneladas de materiales. algunos de ellos tales como el camión volquete están concebidos para el acarreo y descarga rápida de materiales sueltos tales como arenas, o pedregullo. Otros poseen estructuras especiales para poder transportar contenedores de transporte marino, mientras que otros están diseñados para transportar pallets con diversos elementos requeridos en una obra.  Otros camiones denominados hormigoneras permiten el transporte de hormigón preparado, mientras que otros poseen tanques de agua para su acarreo.
Demolición: Existen máquinas específicas concebidas para tareas de demolición, tales como la bola de demolición, hidrofresa, martillo mecánico, u hoja de corte.
Excavación: para excavaciones a cielo abierto se utilizan la pala excavadora, dragalina, minicargadora, pala cargadora, retroexcavadora, zanjadora el tipo de máquina a utilizar depende de las características del trabajo si es una zanja o si es un pozo de grandes dimensiones.
Desplazamiento de grandes volúmenes de terreno: topadora, traílla, motoniveladora.
Preparación del terreno: aplanadora, pata de cabra
Excavaciones sub-acuáticas: draga
Excavación de túneles: subterrene, tuneladora
Izaje y desplazamiento de componentes y materiales: grúa torre, camión grúa